# Rifugio Francesco Gonella
Il rifugio Francesco Gonella o Refuge du Dôme (riferito al Dôme du Goûter) è un rifugio situato nel comune di Courmayeur, in val Veny, nel massiccio del Monte Bianco, a 3071 m s.l.m.

## Storia
Sul luogo un primo rifugio è stato costruito nel 1891 per facilitare l'ascesa al Monte Bianco dal versante italiano. Si trattava di una semplice capanna in legno.
Il primo rifugio è stato ampliato nel 1925 ed ora è adibito a locale invernale.
Nel 1962, su progetto di Lino Andreotti, fu ristrutturato e venne costruito un più ampio rifugio in muratura a fianco del precedente. 
Dal 2007 sono iniziati grandi lavori di consolidamento della zona in cui è costruito il rifugio. Il rifugio del 1962 è stato demolito e ricostruito ex novo. La sua apertura è avvenuta a giugno del 2011.

## Caratteristiche e informazioni

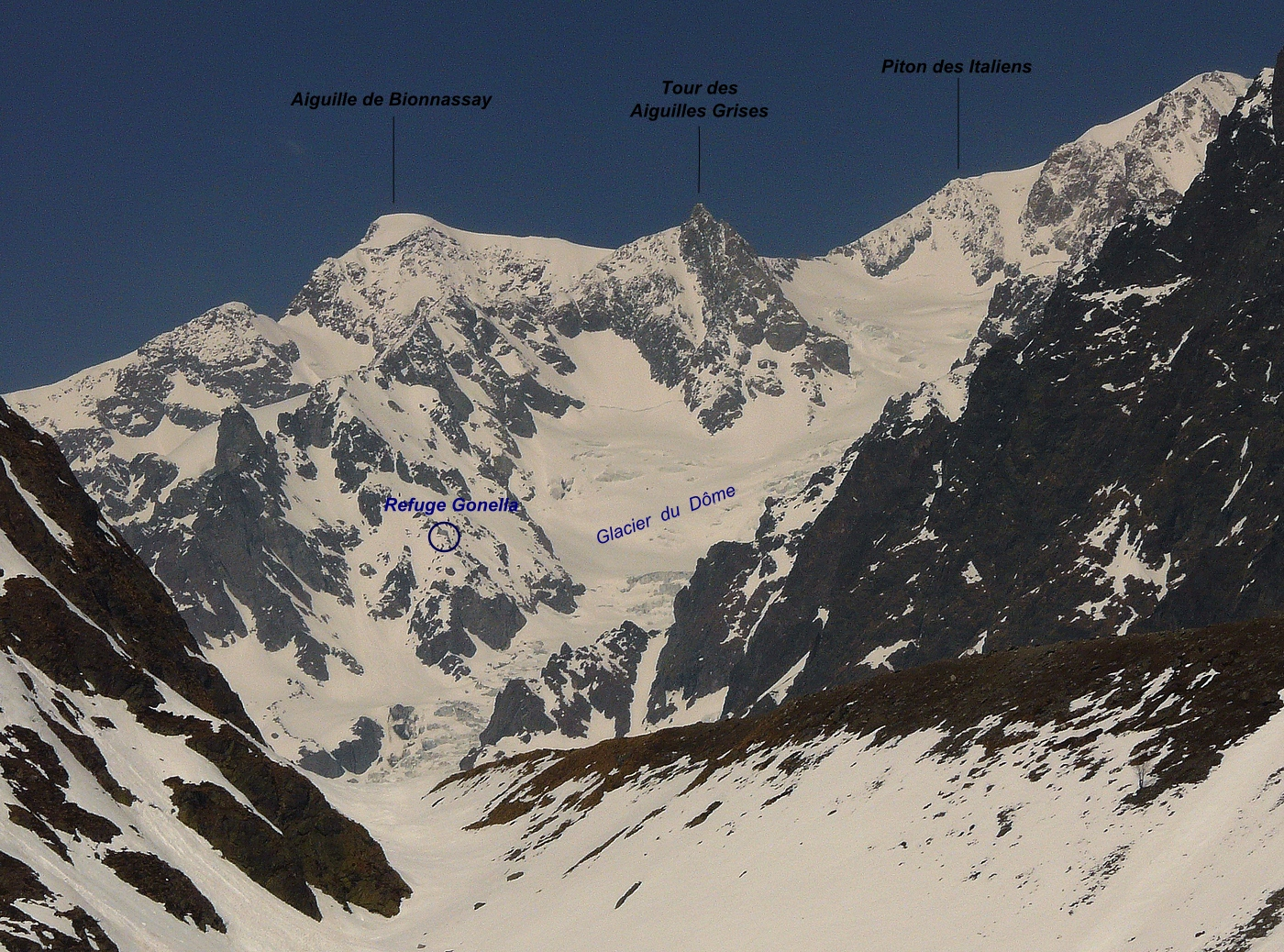
Collocazione del rifugio.

Si trova su uno sperone roccioso posto sopra il ghiacciaio del Dôme ai piedi dell'Aiguilles Grises. È intitolato a Francesco Gonella, alpinista torinese.

## Accessi
Vi si accede dalla val Veny percorrendo il ghiacciaio del Miage per tutta la sua lunghezza.

## Ascensioni
È il punto di partenza della via normale italiana di ascesa al monte Bianco.
Altre ascensioni possibili sono:
- Dôme du Goûter - 4.304 m
- Aiguille de Bionnassay - 4.052 m
- Aiguilles Grises - 3.837 m